# Liste der Baudenkmale in Neetzka
In der Liste der Baudenkmale in Neetzka sind alle denkmalgeschützten Bauten der Gemeinde Neetzka (Mecklenburg-Vorpommern) und ihrer Ortsteile aufgelistet. Grundlage ist die Veröffentlichung der Denkmalliste des Landkreises Mecklenburgische Seenplatte (Auszug) vom 20. Januar 2017.

## Baudenkmale nach Ortsteilen

### Neetzka
| ID  | Lage           | Bezeichnung                         | Beschreibung | Bild                                |
| --- | -------------- | ----------------------------------- | ------------ | ----------------------------------- |
| 650 | Dorfstraße 42A | Spritzenhaus                        |              |                                     |
| 651 | Dorfstraße 60  | Bahnwärterhaus                      |              |                                     |
| 652 |                | Gutsanlage mit Parkresten           |              |                                     |
| 652 | Dorfstraße 47  | Schafstall                          |              |                                     |
| 652 |                | Kuhstall                            |              |                                     |
| 652 |                | Speicher                            |              |                                     |
| 653 |                | Kirche                              |              | Weitere Bilder                      |
| 654 |                | Kriegerdenkmal 1914/18 (Dorfstraße) |              | Kriegerdenkmal 1914/18 (Dorfstraße) |

## Quelle
- Karte der Baudenkmale im Geoportal des Landkreises